# Sarracena chlamydaria
Sarracena chlamydaria är en fjärilsart som beskrevs av Herrich-Schäffer 1853. Sarracena chlamydaria ingår i släktet Sarracena och familjen mätare. Inga underarter finns listade.